# Provende
Cet article court présente un sujet plus développé dans : Alimentation animale.
La provende est le mélange alimentaire destiné aux animaux d'élevage. Sa fabrication et son commerce, qui s'organisent dans un secteur économique spécifique, sont appelés provenderie. On appelle provendier un acteur travaillant dans ce secteur.